# Cheirolophus dariasii
Cheirolophus dariasii là một loài thực vật có hoa trong họ Cúc. Loài này được (Svent.) Bramwell mô tả khoa học đầu tiên năm 2004.